# Sarah Asahina
Sarah Asahina (朝比奈 沙羅, Asahina Sara), née le 22 octobre 1996, est une judokate japonaise concourant dans la catégorie des plus de 78 kg. Elle est triple championne du monde.

## Biographie
Championne du monde cadette, à Kiev en 2011, puis juniore en à Fort Lauderdale en 2014, Sarah Asahina remporte dès 2012 une troisième place du Grand Slam Tokyo. Cinquième de ce même tournoi en 2013, elle renoue avec le podium en 2014 en obtenant la médaille d'argent, battue par sa compatriote Nami Inamori. Elle remporte le Grand Prix Jeju en 2015.
En décembre 2016, elle remporte le Grand Slam Tokyo avant d'enchainer en début d'année suivante par des victoires lors du tournoi de Paris et lors du Grand Slam Ekaterinbourg. En avril, elle remporte le All Japan Open Championships Yokohama, tournoi toutes catégories important pour les japonaises. Lors des championnats du monde à Budapest, elle est battue en finale par la Chinoise Yu Song. Lors des mondiaux toutes catégories  disputés deux mois plus tard à  Marrakech, elle s'impose en finale face à la Bosniaque Larisa Cerić sur ippon. En fin d'année, elle s'impose lors du Grand Slam Tokyo face à sa compatriote Akira Sone.
Elle enchaine lors de cette saison 2017-2018 par une victoire lors du Grand Chelem Düsseldorf, face à la Tunisienne Nihel Cheikh Rouhou. Lors des championnats du Japon disputés à Fukuoka, elle est battue en finale par Akira Sone, elle remporte son premier titre mondial en plus de 78 kg lors de l'édition disputée à Bakou en s'imposant face à alys Ortíz. Lors du Grand Slam de Tokyo, elle retrouve une nouvelle fois Akira Sone, en demi-finale. Battue, Sarah Asahina remporte toutefois la médaille de bronze face à Nami Inamori.

## Palmarès

### Compétitions internationales
| Année | Compétition                          | Lieu            | Résultat | Catégorie         |
| ----- | ------------------------------------ | --------------- | -------- | ----------------- |
| 2011  | Championnat du monde moins de 17 ans | Kiev            | 1re      | plus de 78 kg     |
| 2014  | Championnat du monde moins de 21 ans | Fort Lauderdale | 1re      | plus de 78 kg     |
| 2017  | Championnats du monde                | Budapest        | 2e       | plus de 78 kg     |
| 2017  | Championnats du monde                | Marrakech       | 1re      | Toutes catégories |
| 2018  | Championnats du monde                | Bakou           | 1re      | plus de 78 kg     |
| 2019  | Championnats du monde                | Tokyo           | 3e       | Plus de 78 kg     |
| 2021  | Championnats du monde                | Budapest        | 1re      | plus de 78 kg     |

Outre ses médailles individuelles, elle obtient des médailles dans des compétitions par équipes.
| Année | Compétition                   | Lieu     | Résultat |
| ----- | ----------------------------- | -------- | -------- |
| 2017  | Championnats du monde (mixte) | Budapest | 1re      |
| 2018  | championnats du monde (mixte) | Bakou    | 1re      |

### Tournois Grand Chelem et Grand Prix
| Année | Compétition              | Lieu          | Résultat | Catégorie     |
| ----- | ------------------------ | ------------- | -------- | ------------- |
| 2012  | Grand Slam Tokyo         | Tokyo         | 3e       | plus de 78 kg |
| 2014  | Grand Slam Tokyo         | Tokyo         | 2e       | plus de 78 kg |
| 2015  | Tournoi de Jeju          | Jeju          | 1re      | plus de 78 kg |
| 2016  | Grand Slam Tokyo         | Tokyo         | 1re      | plus de 78 kg |
| 2017  | Grand Slam de Paris      | Paris         | 1er      | plus de 78 kg |
| 2017  | Grand Slam Ekaterinbourg | Ekaterinbourg | 1er      | plus de 78 kg |
| 2017  | Grand Slam Tokyo         | Tokyo         | 1re      | plus de 78 kg |
| 2018  | Grand Chelem Düsseldorf  | Düsseldorf    | 1re      | plus de 78 kg |
| 2018  | Tournoi de Zagreb        | Zagreb        | 3e       | plus de 78 kg |
| 2018  | Grand Slam Osaka         | Osaka         | 3e       | plus de 78 kg |
| 2019  | Grand Slam Düsseldorf    | Düsseldorf    | 2e       | plus de 78 kg |
| 2019  | Grand Prix Montréal      | Montréal      | 1re      | plus de 78 kg |